# 올림픽 레바논 선수단
올림픽 레바논 선수단은 레바논 대표로 올림픽에 참가하는 선수단이다. 레바논은 1936년 베를린 올림픽에서 '공식 대표단'을 파견하였으며, 1947년 레바논 올림픽 위원회가 설립되고 같은해 국제올림픽위원회로부터 승인받은 뒤인 이듬해 1948년 런던 올림픽에 처음 참가하였다. 이후로 레바논은 하계 올림픽의 매 대회에 참가하고 있으나 1956년 멜버른 올림픽에서는 영국과 프랑스가 일으킨 수에즈 위기에 대한 항의 차원에서 불참을 선언하였다.
동계 올림픽 역시 중동 국가 중에서는 이례적으로 1948년 동계 올림픽부터 매 대회에 참가하였으나 1994년과 1998년 대회는 불참하였다. 청소년 올림픽의 경우 제1회 2010년 하계 청소년 올림픽부터 참가하였다. 현재까지 레바논의 올림픽 메달 획득 기록은 총 4개이며 그 중 3개는 레슬링, 1개는 역도 종목에서 획득하였으나 금메달은 획득한 적이 없다. 동계 올림픽에서의 메달 획득 기록은 아직까지 나오지 않았다.

## 올림픽 메달 집계

### 하계 올림픽
| 대회                  | 선수      | 금   | 은   | 동   | 총합 | 순위 |
| 1948년 런던           | 8         | 0    | 0    | 0    | 0    | -    |
| 1952년 헬싱키         | 9         | 0    | 1    | 1    | 2    | 32   |
| 1956년 멜버른         | 불참      | 불참 | 불참 | 불참 | 불참 | 불참 |
| 1960년 로마           | 19        | 0    | 0    | 0    | 0    | -    |
| 1964년 도쿄           | 5         | 0    | 0    | 0    | 0    | -    |
| 1968년 멕시코시티     | 3         | 0    | 0    | 0    | 0    | -    |
| 1972년 뮌헨           | 19        | 0    | 1    | 0    | 1    | 33   |
| 1976년 몬트리올       | 3         | 0    | 0    | 0    | 0    | -    |
| 1980년 모스크바       | 15        | 0    | 0    | 1    | 1    | 35   |
| 1984년 로스앤젤레스   | 22        | 0    | 0    | 0    | 0    | -    |
| 1988년 서울           | 21        | 0    | 0    | 0    | 0    | -    |
| 1992년 바르셀로나     | 12        | 0    | 0    | 0    | 0    | -    |
| 1996년 애틀랜타       | 1         | 0    | 0    | 0    | 0    | -    |
| 2000년 시드니         | 5         | 0    | 0    | 0    | 0    | -    |
| 2004년 아테네         | 5         | 0    | 0    | 0    | 0    | -    |
| 2008년 베이징         | 6         | 0    | 0    | 0    | 0    | -    |
| 2012년 런던           | 10        | 0    | 0    | 0    | 0    | -    |
| 2016년 리우데자네이루 | 9         | 0    | 0    | 0    | 0    | -    |
| 2020년 도쿄           | 6         | 0    | 0    | 0    | 0    | -    |
| 2024년 파리           | 개최 예정 |      |      |      |      |      |
| 2028년 로스앤젤레스   | 개최 예정 |      |      |      |      |      |
| 2032년 브리즈번       | 개최 예정 |      |      |      |      |      |
| 총합                  | 총합      | 0    | 2    | 2    | 4    | 118  |

### 동계 올림픽
| 대회                         | 선수      | 금        | 은        | 동        | 총합      | 순위      |
| 1948년 장크트모리츠          | 2         | 0         | 0         | 0         | 0         | -         |
| 1952년 오슬로                | 1         | 0         | 0         | 0         | 0         | -         |
| 1956년 코르티나담페초        | 3         | 0         | 0         | 0         | 0         | -         |
| 1960년 스쿼밸리              | 2         | 0         | 0         | 0         | 0         | -         |
| 1964년 인스부르크            | 4         | 0         | 0         | 0         | 0         | -         |
| 1968년 그르노블              | 3         | 0         | 0         | 0         | 0         | -         |
| 1972년 삿포로                | 1         | 0         | 0         | 0         | 0         | -         |
| 1976년 인스부르크            | 1         | 0         | 0         | 0         | 0         | -         |
| 1980년 레이크플래시드        | 3         | 0         | 0         | 0         | 0         | -         |
| 1984년 사라예보              | 4         | 0         | 0         | 0         | 0         | -         |
| 1988년 캘거리                | 4         | 0         | 0         | 0         | 0         | -         |
| 1992년 알베르빌              | 4         | 0         | 0         | 0         | 0         | -         |
| 1994년 릴레함메르            | 불참      |           |           |           |           |           |
| 1998년 나가노                | 불참      |           |           |           |           |           |
| 2002년 솔트레이크시티        | 2         | 0         | 0         | 0         | 0         | -         |
| 2006년 토리노                | 3         | 0         | 0         | 0         | 0         | -         |
| 2010년 밴쿠버                | 3         | 0         | 0         | 0         | 0         | -         |
| 2014년 소치                  | 2         | 0         | 0         | 0         | 0         | -         |
| 2018년 평창                  | 3         | 0         | 0         | 0         | 0         | -         |
| 2022년 베이징                | 3         | 0         | 0         | 0         | 0         | –         |
| 2026년 밀라노-코르티나담페초 | 개최 예정 | 개최 예정 | 개최 예정 | 개최 예정 | 개최 예정 | 개최 예정 |
| 총합                         | 총합      | 0         | 0         | 0         | 0         | -         |

## 종목별 메달 집계
| 경기   | 금 | 은 | 동 | 합계 |
| ------ | -- | -- | -- | ---- |
| 레슬링 | 0  | 1  | 2  | 3    |
| 역도   | 0  | 1  | 0  | 1    |
| 합계   | 0  | 2  | 2  | 4    |

## 메달리스트 목록
| 메달   | 선수명              | 대회            | 종목   | 세부종목                   |
| ------ | ------------------- | --------------- | ------ | -------------------------- |
| 은메달 | 자카리아 치하브     | 1952년 헬싱키   | 레슬링 | 남자 그레코로만형 밴텀급   |
| 동메달 | 할릴 타하           | 1952년 헬싱키   | 레슬링 | 남자 그레코로만형 웰터급   |
| 은메달 | 모하메드 트라보울시 | 1972년 뮌헨     | 역도   | 남자 미들급                |
| 동메달 | 하산 베차라         | 1980년 모스크바 | 레슬링 | 남자 그레코로만형 최중량급 |

## 같이 보기
- 분류:레바논의 올림픽 참가 선수

1. ↑  Syria, Lebanon, and Jordan By Britannica Educational Publishing
2. ↑  “Lebanon at the Olympic Games”. 《www.topendsports.com》. 2023년 2월 16일에 확인함.
3. ↑  “OCA » Singapore 2009”. 《ocasia.org》. 2021년 10월 27일에 원본 문서에서 보존된 문서. 2023년 2월 16일에 확인함.